# Рядовка скученная
Рядо́вка ску́ченная (лат. Lyophyllum decastes) — гриб рода Лиофиллум (Lyophyllum) семейства Лиофилловые (Lyophyllaceae). Один из нескольких видов рода Lyophyllum, чьи мясистые плодовые тела срастаются так, что их трудно разделить. 
Синонимы:
- Русские: лиофиллум скученный, рядовка групповая
- Латинские:
  - Agaricus decastes Fr.basionym
  - Clitocybe decastes (Fr.) P.Kumm.
  - Clitocybe aggregata (Schaeff.) Gillet
  - Lyophyllum aggregatum (Schaeff.) Kühner
  - Tricholoma aggregatum (Schaeff.) Costantin & L.M.Dufour и др.[1].

## Описание
Плодовое тело крупное.

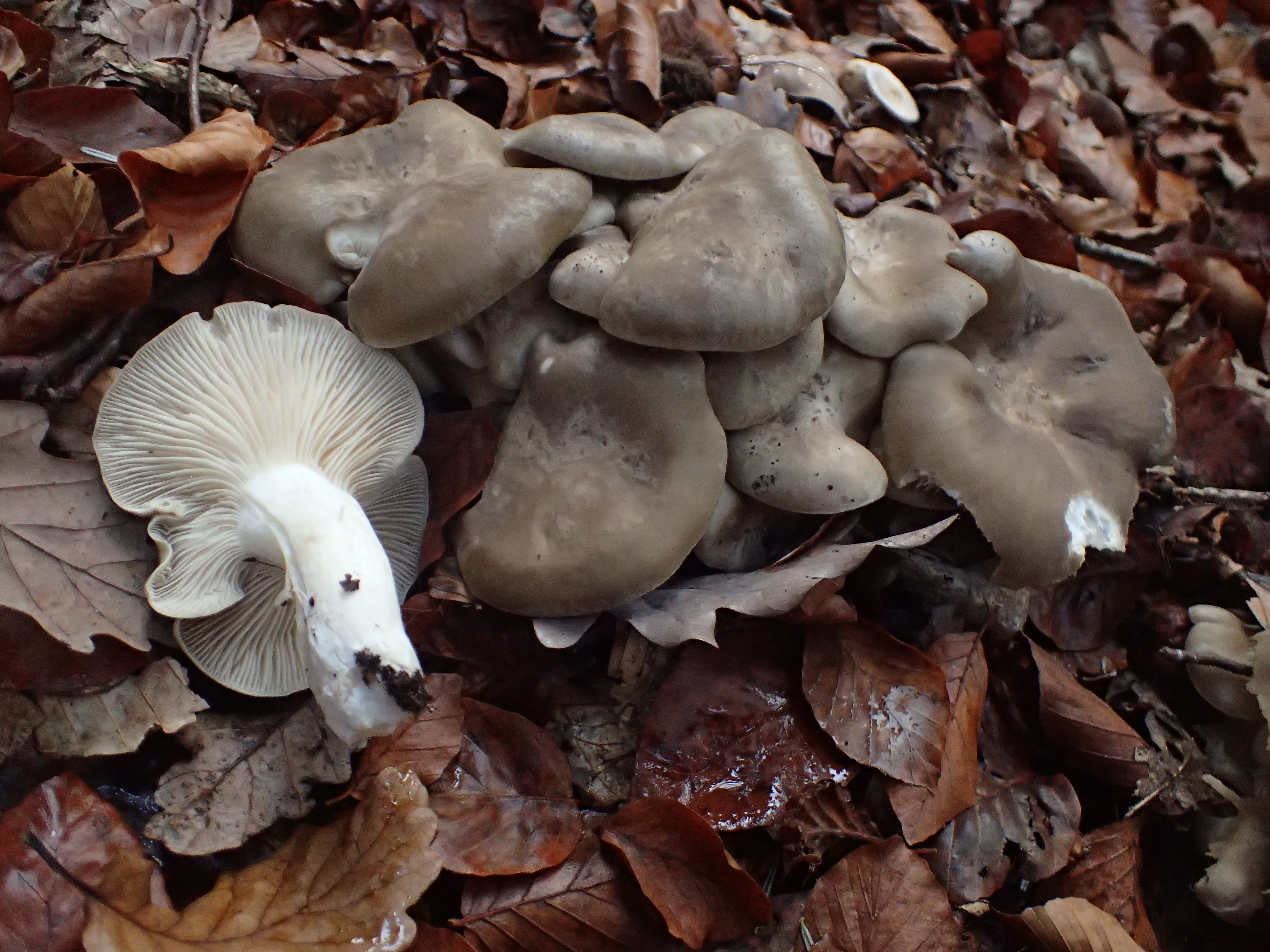

Шляпка диаметром 4—10 (12) см, мясистая, ломкая, у зрелых грибов — неровная, с волнистым или лопастным краем; часто выглядит продольно-полосатой. У молодых грибов шляпка полушаровидная с завёрнутым краем, позднее — выпукло-распростёртая с загнутым или даже приподнятым краем, реже — распростёртая или немного вогнутая. В одном сростке могут встречаться шляпки разных размеров и форм. Кожица на шляпке гладкая (изредка — с мелкими плоскими тёмными чешуйками в центре), в сырую погоду влажная и немного клейкая. Цвет шляпки грязно-белый, серый или серо-коричневый, более светлый по краям; с возрастом светлеет; при надавливании не меняется.
Мякоть шляпки плотная, упругая, волокнистая, светлая или серовато-коричневая, со слабым мучным («рядовочным») запахом и слабым, но приятным вкусом.
Пластинки относительно частые, толстые, 0,5 см шириной, с ровными краями, слегка низбегающие или приросшие зубцом, в зрелости иногда отстают от ножки; грязно-белые или желтоватые (темнеют при надавливании).
Ножка 3—8 (10) см длиной и 0,5—2,5 см диаметром, плотная, сплошная, цилиндрическая или немного вздутая, нередко клубневидно-утолщенная книзу; у пластинок белая, к основанию серовато-бурая. Поверхность ножки гладкая, вверху хлопьевидно-мучнистая; мякоть продольно-волокнистая. По отношению шляпке ножка иногда бывает эксцентрической. Часто ножки группы лиофиллумов срастаются основаниями.
Споровый порошок белый. Споры 5—7 × 5—6 мкм, гладкие, широкоэллипсоидные, бесцветные, не амилоидные.

## Экология и распространение
Сапрофит. Растёт на почве в лиственных и смешанных лесах, предпочитая специфические участки вроде обочин лесных дорог и тропинок, редколесья, прореженных опушек; иногда попадается в садах и парках, на лугах, в живых изгородях, в разнотравье. Как правило, плодоносит большими группами, иногда срастаясь основаниями и боками ножек; очень редко — одиночно. С определёнными деревьями не связан. Широко распространен и обычен в умеренной зоне Северного полушария.
Сезон: сентябрь—октябрь (массовое плодоношение — в первой половине сентября); возможны находки в конце августа и ноябре.

## Сходные виды
Условно съедобные:
- Лиофиллум дымчато-серый (Lyophyllum fumosum) чаще встречается в хвойных лесах
- Лиофиллум панцирный (Lyophyllum loricatum) более тёмного цвета

Ядовитые:
- Рядовка сросшаяся (Lyophyllum connatum) имеет светлую окраску

Также гриб можно спутать с некоторыми съедобными и несъедобными видами пластинчатых грибов, растущими сростками. В их числе упоминаются такие виды семейства рядовковых, как Collybia acervata (более мелкий гриб с красноватым оттенком шляпки и ножки), и Hypsizygus tessulatus, вызывающий бурую гниль древесины, а также некоторые виды опят из рода Armillariella и опёнок луговой (Marasmius oreades).

## Употребление
Съедобный гриб, считается вкусным, иногда посредственным. Употребляется в пищу свежим (после 20 минут отваривания), солёным, маринованным.
Английское название гриба, Fried Chicken Mushroom, связано с тем, что его вкус в приготовленном виде несколько напоминает вкус курятины.